# 부산비행장
부산비행장(釜山飛行場)은 부산광역시 해운대구 우동에 있었던 옛 공항으로 동부산공군기지(東釜山空軍基地, K9)가 있었으며 1973년에 김해국제공항으로 공항시스템 기능이 이전되었다. 물론 이 당시 김해국제공항도 군사용 비행장으로 사용되었지만 1987년까지 군사용 비행장으로 계속 이용되었다가 이후 부산비행장 자리에는 현재의 센텀시티가 개발되었다.

## 같이 보기
- 김해국제공항